# Данго
Данго (яп. 団子) или оданго (яп. お団子) — японские клёцки или колобки из клейких сортов риса. Обычно их надевают на палочку и покрывают пастой анко, мукой кинако, либо жарят. Похожи на моти. Под Новый год принято вешать дома 12 данго, символизирующие 12 месяцев, на сухие ветки в качестве пожелания благополучия. Отсюда пошла поговорка «Лучше данго, чем цветы» (яп. 花より団子 хана ёри данго, русский аналог — «соловья баснями не кормят»).

## Виды данго
Существует несколько типов данго, часть из которых названа по названию идущих к нему приправ:
- Ан-данго включает в себя анко, пасту из красной фасоли.
- Боттян данго — трёхцветное данго, части которого окрашиваются красной фасолью, яйцом и зелёным чаем.
- Гома данго посыпается семенами кунжута.
- Кинако данго включает соевую муку.
- Куси данго — данго, насаженное на шампур[источник не указан 1583 дня].
- Митараси — данго, покрытые сиропом, состоящим из соевого соуса, сахара и крахмала.
- Саса данго — традиционное данго префектуры Ниигата, завёрнутое в сасу — разновидность бамбука. Существуют две разновидности саса данго — онна данго (досл. «женский данго»), наполненное анко, и отоко данго (досл. «мужской данго»).
- Тэппанъяки — данго, приготовленное способом тэппанъяки.
- Тити данго имеет слегка сладкий вкус и употребляется в качестве десерта.
- Тяданго[4] — данго, ароматизированное зелёным чаем, может посыпаться его листочками.
- Ханами данго — также трёхцветное данго. Обычно производится в сезон цветения сакуры и употребляется на праздники любования сакурой.
- Цукими данго готовят и едят в честь праздника любования луной.

## Изображения

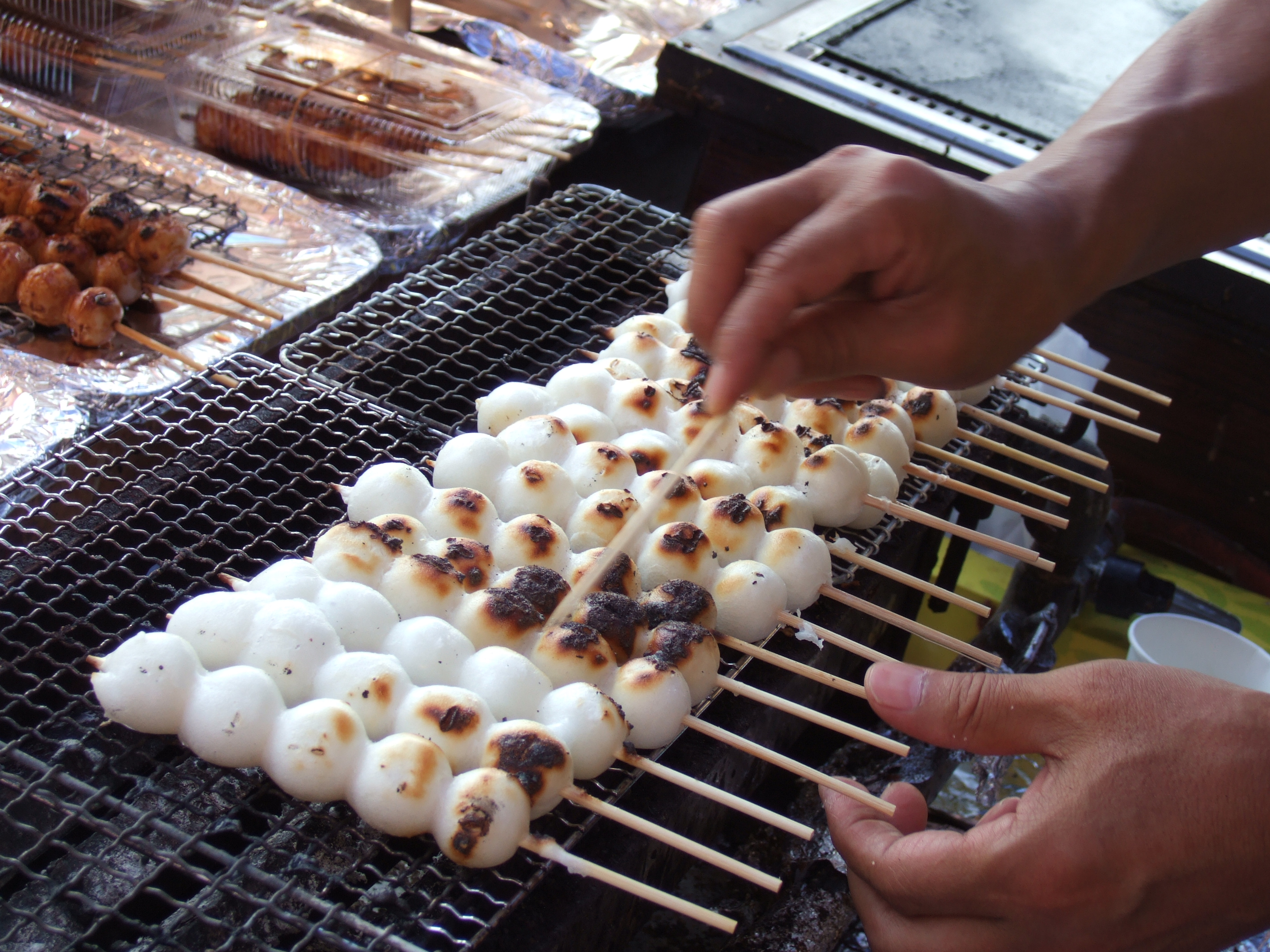
Процесс приготовления.
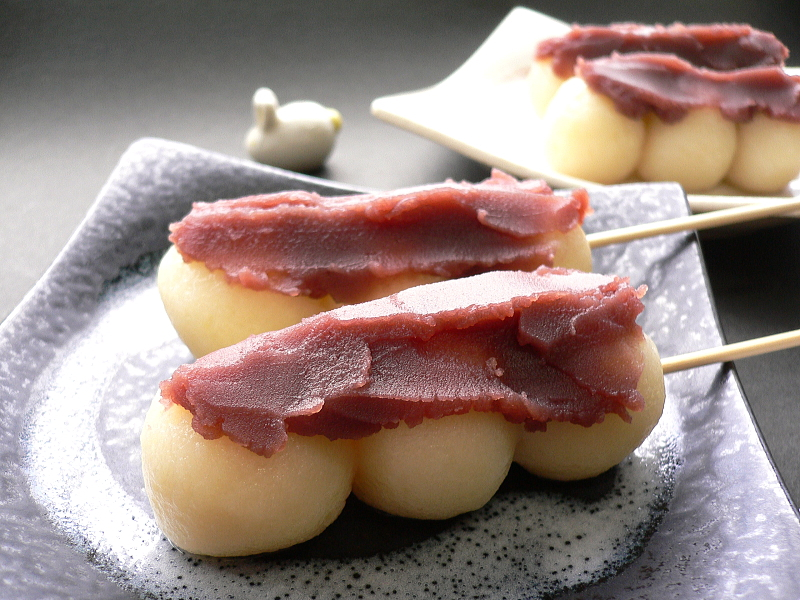
Цукими данго
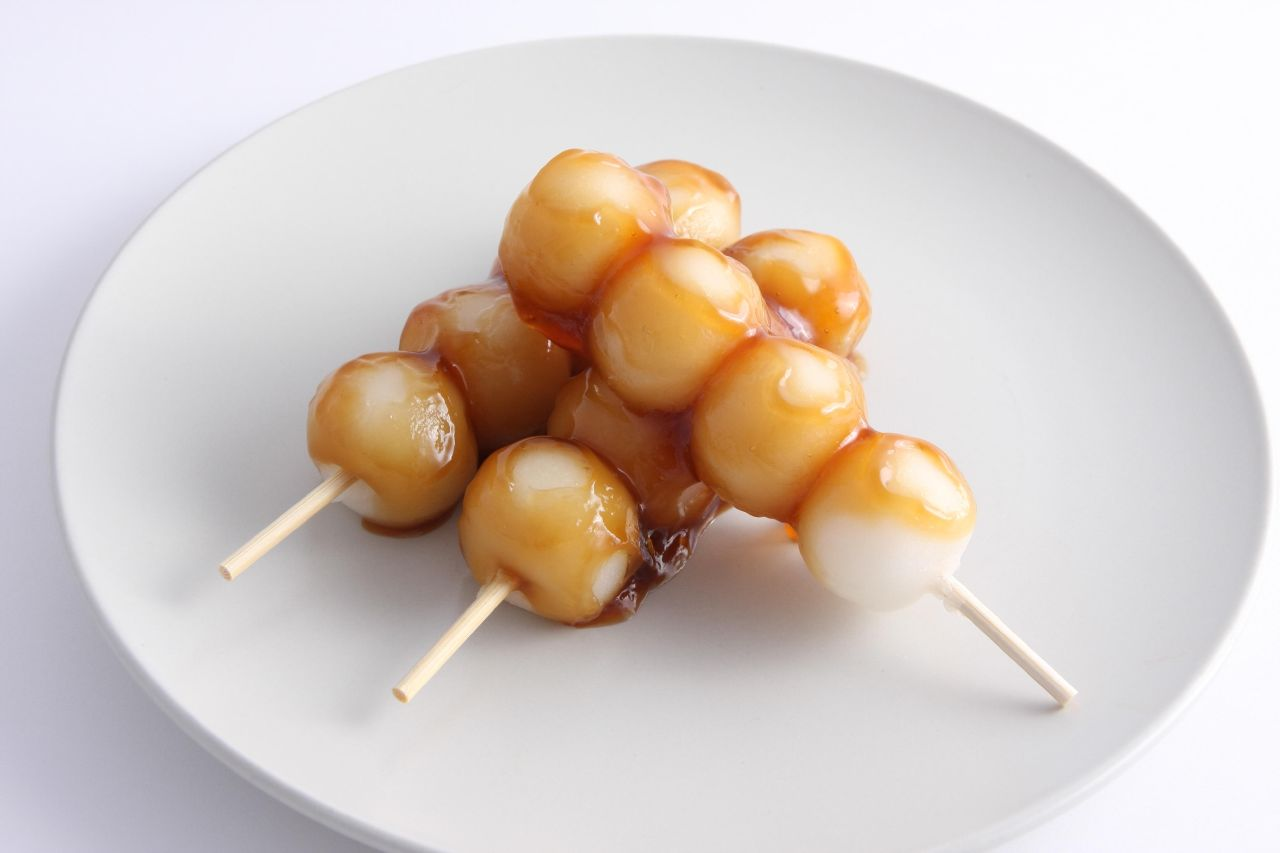
Митараси данго
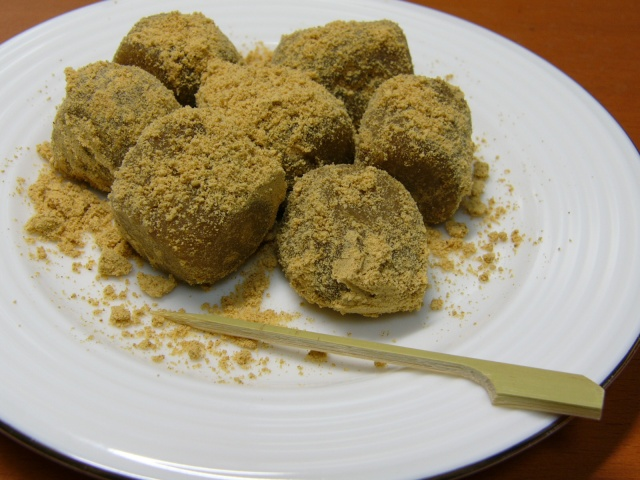
Кинако данго
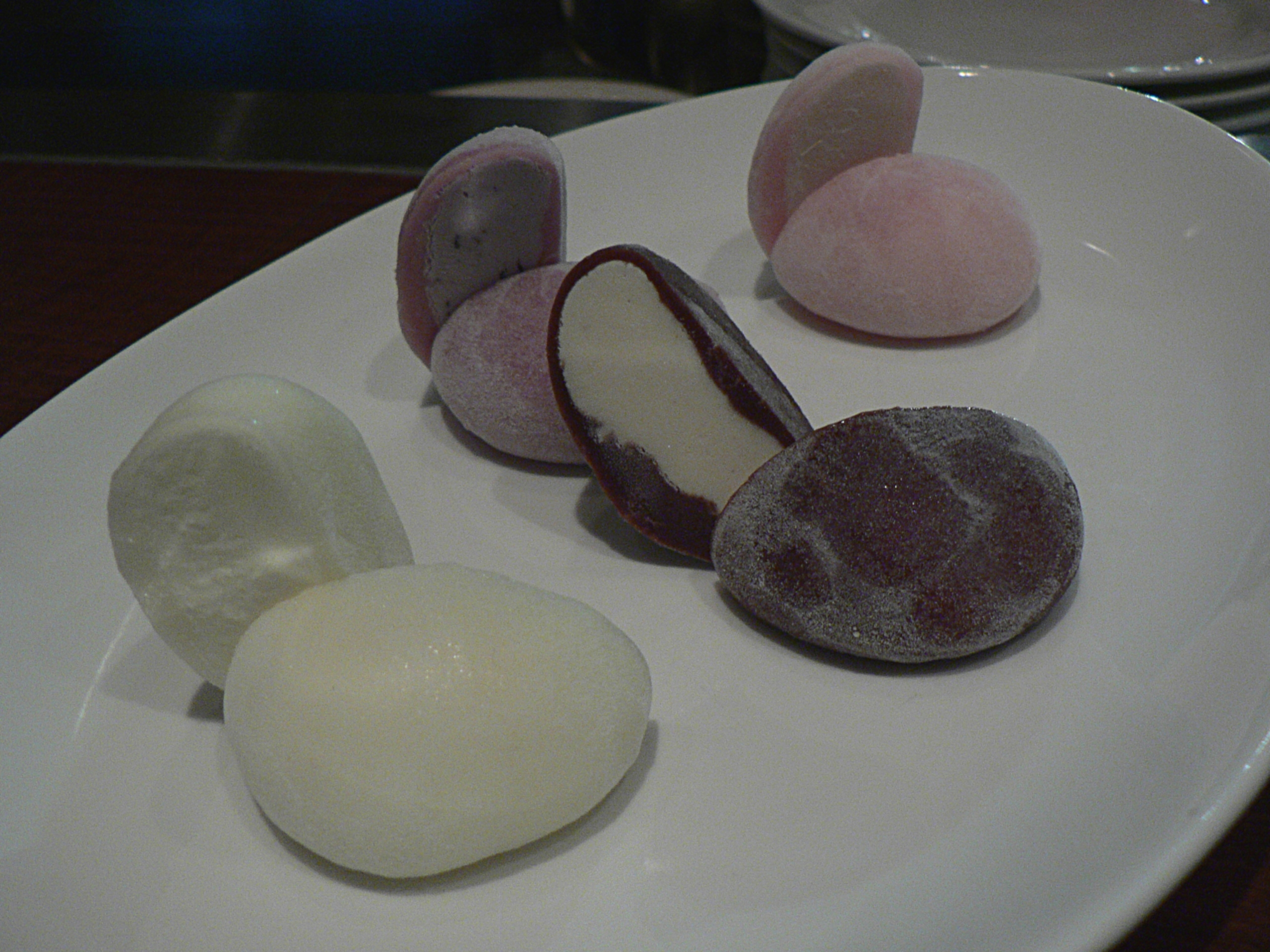
Юкими-данго, также мороженое-моти